# God Is a DJ
"God Is a DJ" é o segundo [single]] do álbum Try This da cantora norte-americana Pink. O single foi lançado nos Estados Unidos em 26 de Janeiro de 2004 e foi o primeiro single da cantora a não alcançar uma posição na Billboard Hot 100.

## Desempenho nas paradas musicais
| Parada musical (2004)                                     | Posição |
| --------------------------------------------------------- | ------- |
| Austrália - ARIA Singles Chart                            | 24      |
| Austrália - Australian Airplay Chart                      | 3       |
| Áustria - Austria Singles Chart                           | 26      |
| Bélgica - Belgium Singles Top 50                          | 40      |
| Dinamarca - Danish Top 40 (Tracklisten)                   | 16      |
| Países Baixos - Dutch Top 40                              | 6       |
| Alemanha - Germany Singles Chart                          | 44      |
| Irlanda - Ireland Singles Chart                           | 13      |
| Itália - Italy Singles Chart                              | 42      |
| Nova Zelândia - New Zealand Top 40                        | 30      |
| Noruega - Norway Singles Top 20                           | 20      |
| Suécia - Swedish Singles Chart                            | 49      |
| Suíça - Swiss Singles Chart                               | 32      |
| Reino Unido - UK Singles Chart                            | 11      |
| Estados Unidos - Billboard Hot Dance Music/Club Play      | 17      |
| Estados Unidos - Billboard Bubbling Under Hot 100 Singles | 3       |